# Córdoba Club de Fútbol "B"
El Córdoba Club de Fútbol "B" es un club de fútbol, filial del Córdoba CF. Fue fundado en 1997 y actualmente milita en la Tercera Federación de España.

## Historia
La temporada (2012/13) dirigido por Pablo Villa y capitaneado por Fran Cruz en el campo acabó como 2.º clasificado del grupo X de Tercera División con 75 puntos - a tan solo uno del campeón Algeciras CF- y se midió en primera eliminatoria al CD Castellón, 4.º en su grupo, al que eliminó al empatar 0-0 en Castalia y ganar 2-0 en El Arcángel en la prórroga, jugando con 10 desde el minuto 28 de partido. Después en la segunda ronda se midió al filial del Granada, en la ida, con más de 1000 cordobesistas en Los Cármenes fue derrotado 1-0 tras jugar 45 minutos con 10 y 30 minutos con solamente 9 jugadores. En la vuelta en El Arcángel, con más de 10 000 aficionados apoyando, gana 2-1 pero el valor doble de los goles fuera le deja sin ascenso momentáneo y posteriormente consumado el 1 y confirmado el 6 de agosto de 2013 por la vacante dejada por el Xerez CD debido a sus múltiples impagos.Fue fundado en 1997 y su primer entrenador fue Pepe Murcia.
Tras dos temporadas en el Grupo IV de la Segunda División B de España, el club andaluz desciende a la Tercera División de España, en concreto al Grupo X de Tercera. Tras una buena temporada en Tercera, consiguiendo ser el primer clasificado de su grupo, consigue volver a ascencer a Segunda B. Lo consiguió en la eliminatoria contra el Lorca, perdiendo en la ida 1-2, pero ganando 0-3 en la vuelta. El filial blanquiverde volvía a la división de bronce un año después.

## Estadio
A lo largo de su historia ha alternado la Ciudad Deportiva del Córdoba CF con capacidad para 3.000 espectadores y el estadio El Arcángel con aforo de casi 22.000 espectadores. En la temporada 2020/21, con el equipo en Tercera, está jugando todos los partidos en El Arcángel.

## Entrenadores
| Nombre                      | Años      | Nota                                                                                    |
| --------------------------- | --------- | --------------------------------------------------------------------------------------- |
| Pepe Murcia                 | 1997-2002 | Reconstrucción del equipo y doble ascenso desde 1º Regional a 3ª División/ 199 partidos |
| Iñaki López Murga           | 2002-2004 |                                                                                         |
| "Pedrito"                   | 2004-2005 |                                                                                         |
| Rafael Berges               | 2005-2006 |                                                                                         |
| "Pedrito"                   | 2006-2009 |                                                                                         |
| Alfonso Hidalgo             | 2009-2011 |                                                                                         |
| Alessandro Pierini          | 2011-2012 |                                                                                         |
| Rafael Berges               | 2012      |                                                                                         |
| Pablo Villanueva            | 2012-2013 | Ascenso a Segunda B                                                                     |
| José Puche Vicente          | 2013      |                                                                                         |
| José Antonio Romero Morilla | 2013-2015 |                                                                                         |
| Luis Carrión                | 2015-2016 | Un descenso a Tercera y un ascenso a Segunda B                                          |
| Carlos Losada               | 2016-2017 |                                                                                         |
| Jorge Romero Sáez           | 2017      |                                                                                         |
| José María García Cuadrado  | 2017-2018 |                                                                                         |
| Juan Marrero Roig           | 2018-2019 |                                                                                         |
| Diego Delgado Poblete       | 2019-2020 |                                                                                         |
| Germán Crespo               | 2020-2021 |                                                                                         |
| Diego Caro Delgado          | 2021-     |                                                                                         |

## Temporadas
| Temporada | Division   | Puesto | Copa del Rey |
| --------- | ---------- | ------ | ------------ |
| 1997/98   | Provincial | —      |              |
| 1998/99   | Regional   | —      |              |
| 1999/00   | 3.ª        | 12     |              |
| 2000/01   | 3.ª        | 8      |              |
| 2001/02   | 3.ª        | 7      |              |
| 2002/03   | 3.ª        | 8      |              |
| 2003/04   | 3.ª        | 18     |              |
| 2004/05   | Regional   | —      |              |
| 2005/06   | 3.ª        | 16     |              |
| 2006/07   | 3.ª        | 13     |              |
| 2007/08   | 3.ª        | 13     |              |
| 2008/09   | 3.ª        | 17     |              |
| 2009/10   | 3.ª        | 9      |              |
| 2010/11   | 3.ª        | 10     |              |
| 2011/12   | 3.ª        | 11     |              |
| 2012/13   | 3.ª        | 2      |              |
| 2013/14   | 2.ªB       | 11     |              |
| 2014/15   | 2.ªB       | 18     |              |
| 2015/16   | 3.ª        | 1      |              |
| 2016/17   | 2.ªB       | 13     |              |
| 2017/18   | 2.ªB       | 18     |              |
| 2018/19   | 3.ª        | 8      |              |
| 2019/20   | 3.ª        | 19     |              |
| 2020/21   | 3.ª        | 5      |              |
| 2021/22   | 3.ª RFEF   | 6      |              |
| 2022/23   | 3.ª RFEF   | 2      |              |

Segunda División B 4.

Tercera División 17.

Tercera RFEF 2.

 Regional Preferente 2.

 Primera Andaluza 1.